# اورهان‌لی (احسانیه)
اورهان‌لی (به ترکی استانبولی: Orhanlı) یک منطقهٔ مسکونی در ترکیه است که در احسانیه واقع شده‌است.